# Nicomia harenosa
Nicomia harenosa är en insektsart som beskrevs av Albertson. Nicomia harenosa ingår i släktet Nicomia och familjen hornstritar.
Artens utbredningsområde är Ecuador. Inga underarter finns listade i Catalogue of Life.